# Johnny Yuma
Pour plus de détails, voir Fiche technique et Distribution.
Johnny Yuma est un film italien de Romolo Guerrieri sorti en 1966.

## Synopsis
Cloué dans son fauteuil roulant, le riche propriétaire Felton n'a plus la force de diriger son hacienda. Alors que son beau-frère Pitt est pressenti pour prendre la succession, Felton préfère léguer ses possessions à son neveu Johnny Yuma...

## Fiche technique
- Réalisation : Romolo Guerrieri
- Scénario : Fernando Di Leo, Romolo Guerrieri, Sauro Scavolini et Giovanni Simonelli
- Directeur de la photographie : Mario Capriotti
- Montage : Sidney Klaber
- Musique : Nora Orlandi
- Production : Italo Zingarelli
- Genre : Western spaghetti
- Pays de production :  Italie
- Durée : 88 minutes
- Date de sortie :
  - Italie : 11 août 1966
  - Allemagne de l'Ouest : 5 mai 1967
  - France : 2 août 1967
- Affiche : Constantin Belinsky (France)

## Distribution
- Mark Damon (VF : Jean-Pierre Duclos) : Johnny Yuma
- Lawrence Dobkin (VF : Alain Nobis) : Linus (Lawrence en VF) Jerome Carradine
- Rosalba Neri (VF : Estelle Gérard) : Samantha Felton
- Louis Vanner (VF : Michel Barbey) : Pedro
- Fidel González (VF : Gérard Hernandez) : Fidel Alvarez Cortes Sanchez di Castilla dit « Dorito »
- Gus Harper (VF : Émile Duard) : Harvey Pitt
- Johnny Solari (VF : Pierre Garin) : Hans Vander Oder
- Ferd Poger : Sugar
- Alba Gallotti (VF : Sophie Leclair) : Susan (Sylvie en VF)
- Mirella Dugan (VF : Sophie Leclair) : la fille du Saloon
- Frank Liston (VF : Pierre Collet) : Sancho
- Leslie Daniel (VF : Richard Francœur) : Thomas Felton

### Acteurs non crédités
- Luciano Bonanni (VF : Pierre Garin) : Charlie
- Alfonso Giganti (VF : Gérard Férat) : Henry, le barman